# Scheuerwald
Scheuerwald est une ancienne commune française du département de la Moselle, rattachée à celle de Launstroff en 1812. Cédée à la Prusse trois ans plus tard, Scheuerwald redevient une localité française en 1829 et est de nouveau réunie à Launstroff en 1830.

## Toponymie
Cette localité est mentionnée sous le nom de Schwerwaldt en 1779, puis Scheurwald en 1793 et enfin Schenervaldt en 1801.

## Histoire
À l'époque de l'ancien régime, Scheuerwald dépend du bailliage de Bouzonville sous la coutume de Lorraine. En 1790, Scheuerwald est compris comme commune dans le canton de Waldwisse, puis passe sous l'organisation de l'an III dans le canton de Launstroff (devenu le canton de Sierck en 1806). La commune de Scheuerwald est finalement réunie à celle de Launstroff par décret du 30 mars 1812.
Séparé de la France et détenu par la Prusse à la suite du traité de 1815, Scheuerwald est rétrocédé à la France par la convention du 23 octobre 1829. L'année suivante, cette localité est de nouveau réunie à Launstroff par ordonnance royale du 7 octobre 1830.

## Démographie
| 1800 | 1806 |
| ---- | ---- |
| 53   | 51   |